# بطولة العالم للدراجات على المضمار 1925
بطولة العالم للدراجات على المضمار 1925 هي الدورة ال28 من بطولة العالم للدراجات على المضمار، أجريت في أمستردام، هولندا.

## النتائج النهائية
| المسابقة                              | ذهبية                | فضية              | برونزية              |
| ------------------------------------- | -------------------- | ----------------- | -------------------- |
| السرعة الفردية                        | إرنست كوفمان (SUI)   | موريس شيليس (FRA) | لوسيان ميتشارد (FRA) |
| سباق مطاردة الدراجة النارية للمحترفين | Robert Grassin (FRA) | Jan Snoek (NED)   | Georges Seres (FRA)  |